# Comuna Ciolacu Nou, Fălești
Comuna Ciolacu Nou este o comună din raionul Fălești, Republica Moldova. Este formată din satele Ciolacu Nou (sat-reședință), Ciolacu Vechi, Făgădău, Pocrovca și Șoltoaia.

## Demografie
Conform datelor recensământului din 2014, comuna are o populație de 2.958 de locuitori. La recensământul din 2004 erau 3.225 de locuitori.

## Administrație și politică
Componența Consiliului local Ciolacu Nou (11 consilieri), ales la 5 noiembrie 2023, este următoarea:
|  | Partid                                       | Consilieri | Componență | Componență | Componență | Componență | Componență | Componență |
|  | -------------------------------------------- | ---------- | ---------- | ---------- | ---------- | ---------- | ---------- | ---------- |
|  | Partidul Socialiștilor din Republica Moldova | 6          |            |            |            |            |            |            |
|  | Partidul „Renaștere”                         | 3          |            |            |            |            |            |            |
|  | Candidat independent VALENTIN VOITIC         | 1          |            |            |            |            |            |            |
|  | Candidat independent NICOLAI PRUNCEAC        | 1          |            |            |            |            |            |            |